# موسى يدان
موسى يدان (بالفرنسية: Moussa Yedan)‏ (مواليد 20 يوليو 1989) هو لاعب كرة قدم بوركيني في مركز لاعب وسط يلعب حاليا لنادي العروبة السعودي ، سبق له اللعب لصالح الأهلي المصري في الدوري المصري الممتاز .

## روابط خارجية
- موسى يدان على موقع الاتحاد الدولي (مؤرشف)  (الإنجليزية)
- موسى يدان على موقع قاعدة بيانات كرة القدم.إي يو (الإنجليزية)
- موسى يدان على موقع ناشيونال فوتبول تيمز (الإنجليزية)
- موسى يدان على موقع Soccerway.com (الإنجليزية)
- موسى يدان على موقع كووورة
- على موقع Transfer Market
- على موقع كووورة